# 3208 Lunn
3208 Lunn este un asteroid din centura principală, descoperit pe 3 mai 1981 de Edward Bowell.